# هولتسکیرشن (فرانکن سفلی)
هولتسکیرشن (به آلمانی: Holzkirchen) یک شهر در آلمان است که در Würzburg واقع شده‌است.